# 毛沙生冰草
毛沙生冰草（学名：Agropyron desertorum var. pilosiusculum）为禾本科冰草属下的一个变种。